# Eletroporação
A eletroporação ou electro permeabilização, é uma técnica de microbiologia em que um campo eléctrico é aplicado nas células de modo a aumentar a permeabilidade da membrana celular, permitindo que produtos químicos, medicamentos ou DNA possam ser introduzidos na célula. Quando um campo elétrico, suficientemente, intenso é aplicado na célula, há uma redução desta barreira. Este fenômeno é chamado de eletroporação e permite a transferência de íons e moléculas solúveis em água para dentro da célula . Na oncologia, a eletroquimioterapia utiliza a eletroporação para facilitar a entrada de quimioterápidos como a bleomicina e cisplatina . A eletroporação pode ser caracterizada como reversível, fazendo com que os poros da membrana plasmática se feche após a aplicação de um campo elétrico ou pode ser descrita como irreversível, quando há morte celular após a aplicação de um campo elétrico relativamente de maior intensidade . Em microbiologia, o processo de eletroporação é geralmente utilizado para transformar bactérias, leveduras ou protoplastos vegetais através da introdução de uma nova codificação de DNA. Se as bactérias e os plasmídeos são misturados em conjunto, os plasmídeos podem ser transferidos para as bactérias após a eletroporação .

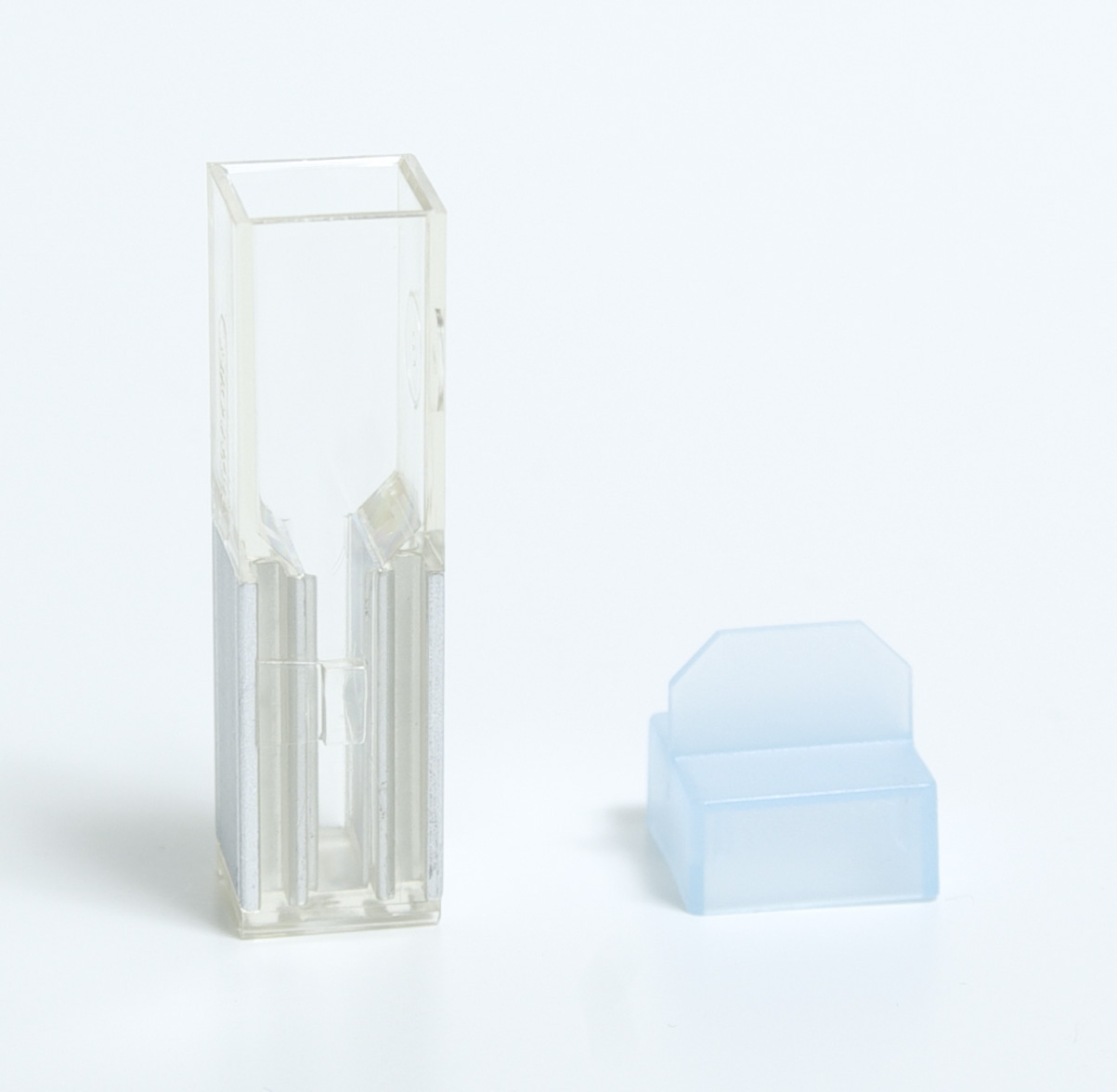
Recipiente (ou cuvette) usado em microbiologia para eletroporação de células em suspensão. Dentro, veem-se os eletrodos de metal para aplicação do campo elétrico através de equipamento chamado eletroporador.

## Utilização
A eletroporação tem sido aplicada em vários campos da bioquímica, biologia molecular, medicina e oncologia. É utilizada como forma de aumentar a eficiência das vacinas de DNA, para ativar a imunidade contra o câncer; na eletroquimioterapia, na transferência de quimioterápicos (e.g., bleomicina, cisplatina) para dentro de células tumorais cutâneas e sub-cutâneas; na transferência de plasmídeos (DNA) e fusão de células, como ferramenta no melhoramento genético; transporte de moléculas (e.g., vitamina C, lidocaina, entre outras) para a pele; e inserção de proteínas na membrana celular. Entretanto, ocorre um efeito indesejado da eletroporação na terapia de desfibrilação cardíaca. Este tratamento é necessário na reversão das arritmias cardíacas, mas causa eletroporação nas membranas e conseqüente desequilíbrio iônico nas células do coração . As técnicas de aplicação da eletroporação no auxílio do tratamento do câncer ainda são muito novas e os equipamentos muito sofisticados, portanto poucos são os médicos que aplicam essa terapia. Entretanto, diversas pesquisas de engenharia biomédica na Europa, EUA e Brasil são feitas em universidades e institutos, com a finalidade de adquirirem cada vez mais informações consistentes para o desenvolvimento de novos equipamentos  e de baixo custo.

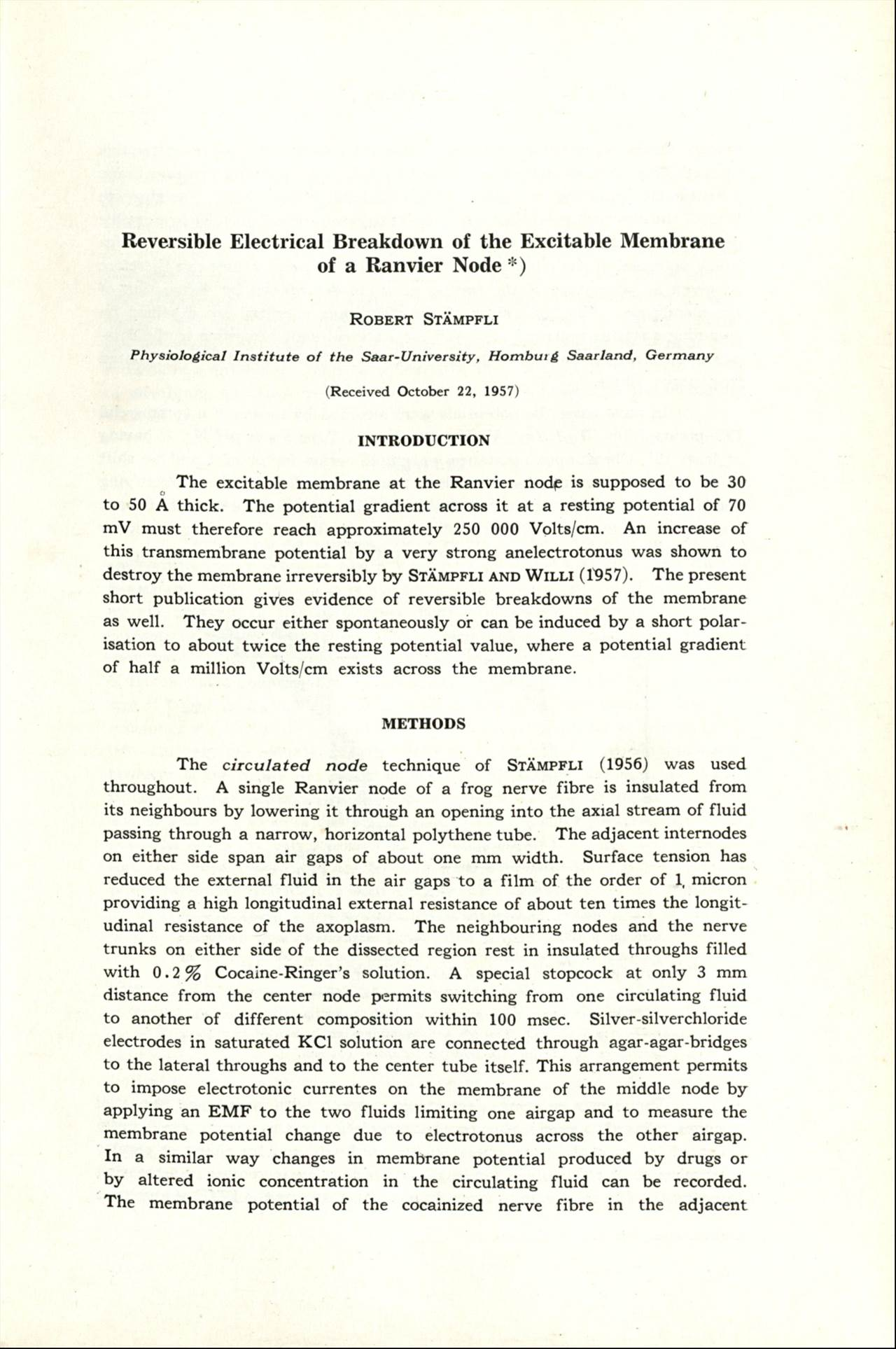
Primeira página do artigo de Stampfli nos Anais da Academia Brasileira de Ciências em 1958. Esta é considerada a primeira descrição do fenômeno da eletropermeabilização.

## História
O primeiro artigo sobre o rompimento elétrico reversível da membrana celular é atribuído a Stampfli em 1958 e foi publicada nos Anais da Academia Brasileira de Ciências. Na década seguinte, Sale e Hamilton (1967) relatam a destruição de micro-organismos utilizando pulsos elétricos. Na década de 70, Neumann e Rosenhech (1972) mostram que a aplicação de campos elétricos aumenta a permeabilidade da membrana plasmática em vesículas. Kinosita e Tsong (1977) introduzem o conceito de formação de poros na membrana. Nos anos 80, a eletroporação foi aplicada na introdução de DNA, bleomicina, sacarose, marcadores e íons. No início da década seguinte, os poros da membrana eletroporada são visualizados usando microscopia ótica. Na última década, houve um aumento do número de trabalhos focados na eficiência da transferência de moléculas para dentro da célula, e conseqüentemente, nos estudos dos fatores que influenciam a eletroporação, como condutividade, temperatura, tempo e larguras de pulsos de corrente elétrica.

## Estudo
O entendimento dos mecanismos da eletroporação fornece subsídios para aplicação desta ferramenta de forma eficiente e segura. A dificuldade no entendimento da eletroporação está associada aos poros terem diâmetros da ordem de nanômetros (i.e. 0,000000001 metros) e sua dinâmica ocorrer na ordem de nano-microssegundos (i.e. 10-9-10-6 segundos). A dinâmica de abertura e fechamento, bem como o tamanho e quantidade de poros sofrem a influência de fatores como: intensidade de campo elétrico aplicado, temperatura e propriedades do meio celular (e.g., raio da célula, condutividade interna e externa do meio). 
Portanto, as pesquisas atuais em eletroporação buscam encontrar informações mais precisas dos tecidos biológicos, como condutividade, intensidade de campo elétrico necessário a ser aplicado, duração e espaçamentos dos pulsos de corrente, para que o tratamento funcione e não ocorra a ressurgência do tumor . Esses estudos são de suma importância, pois um tumor possui uma estrutura complexa, é constituído por diversos tipos de tecidos, ácidos, gorduras, e pode variar de tumor para tumor . Algumas pesquisas de Engenharia Biomédica, como as realizadas na Universidade Federal de Santa Catarina e Universidade Estadual da Virgínia - EUA, efetuam experimentos com fígado e/ou língua de ratos eutanasiados, pois as propriedades elétricas do fígado e língua permanecem praticamente inalteradas durante algumas horas após a sua extração . Esse fator tem demostrado um fator relevante para os pesquisadores/cientistas, pois diminui a quantidade de variáveis durante os experimentos, permite a realização de aplicações de diferentes intensidades de campo elétrico e proporciona um número de amostras adequado para resultados consideráveis. 
Para citar um exemplo de experimento de eletroporação, poderíamos considerar que uma amostra é colocada em um molde de acrílico retangular de 4 mm de espessura e com um orifício no meio de área de 0,00031416 m2 e esse molde fica entre os eletrodos de placas paralelas, similar a um capacitor de placas. Desconsiderando os pulsos protocolares de eletroporação e aplicando apenas um único pulso para realizar uma análise prévia. Poderíamos calcular alguns parâmetros. O campo elétrico através da amostra é constante e pode ser calculado através de relações com a lei de Gauss em capacitores: 

{\displaystyle E={\frac {V}{d}}}

Onde E é o campo elétrico, V a diferença de potencial e d a distância entre as placas paralelas. Suponhamos que no experimento quiséssemos realizar um estudo para uma eletroporação irreversível, na qual aplicaríamos uma tensão de 500 volts com um espaçamento entre as placas de 4 mm: 

{\displaystyle E={\frac {500}{0,004}}=125k{\frac {V}{m}}}

Com esses parâmetros, obtemos o campo elétrico de 125 quilovolt por metro. 
Suponhamos que, na sequência, a corrente medida com um osciloscópio ou algum outro dispositivo na amostra fosse de 20 Ampères. Poderíamos encontrar a sua densidade de corrente através de relações com a lei de Ohm: 

{\displaystyle J={\frac {I}{A}}={\frac {20}{0,00031416}}=63661,83{\frac {A}{m^{2}}}}

Em que J é a densidade de corrente, I a corrente e A a área . Finalmente, poderíamos extrair mais um parâmetro fundamental, a condutividade elétrica relacionando a densidade de corrente com o campo elétrico:

{\displaystyle \sigma ={\frac {J}{E}}={\frac {63661,83}{125000}}=0,509{\frac {S}{m}}}

Em que S/m é a condutividade medida em Siemens por metro.
Dessa maneira, os pesquisadores/cientistas podem extrair algumas informações de extrema relevância sobre os tecidos biológicos e proporcionar inovações em tratamentos de cânceres através da eletroporação.  
Vale ressaltar que esses são apenas alguns parâmetros de interesse a serem estudados sobre a eletroporação. As pesquisas que são feitas são inúmeras e englobam o assunto de maneira multidisciplinar, que podem envolver especialista desde a área de engenharia elétrica/eletrônica até a área médica, química, física, biológicas, entre outras. 

### Centros de pesquisa
Alguns dos principais centros de pesquisa no Brasil sobre teoria e aplicação da eletroporação:
- Universidade Federal de Santa Catarina, (UFSC)
- Universidade do Estado de Santa Catarina, (UDESC)
- Universidade Estadual de Campinas, (Unicamp)
- Universidade de São Paulo, (USP)
- Universidade Federal do Rio de Janeiro, (UFRJ)
- Universidade Federal de Minas Gerais, (UFMG)